# European Indoors 1996
European Indoors 1996 — жіночий тенісний турнір, що проходив на закритих кортах з твердим покриттям Галленштадіон у Цюриху (Швейцарія). Належав до турнірів 1-ї категорії в рамках Туру WTA 1996. Тривав з 14 до 20 жовтня 1996 року. Четверта сіяна Яна Новотна здобула титул в одиночному розряді й отримала 150 тис. доларів США.
Габріела Сабатіні оголосила про завершення кар'єри, одразу ж після поразки в першому колі від Дженніфер Капріаті.

## Фінальна частина

### Одиночний розряд
Яна Новотна —  Мартіна Хінгіс 6–2, 6–2
- Для Новотної це був 2-й титул за сезон і 13-й — за кар'єру.

### Парний розряд
Мартіна Хінгіс /  Гелена Сукова —  Ніколь Арендт /  Наташа Звєрєва 7–5, 6–4
- Для Хінгіс це був 3-й титул за сезон і 4-й — за кар'єру. Для Сукової це був 4-й титул за сезон і 76-й — за кар'єру.